# Heer der Republik China
Das Heer der Republik China (Taiwan) umfasst 94.000 Soldaten. Es ist die größte Teilstreitkraft des Staates und gliedert sich schwerpunktmäßig in drei Armeen: Armee Nord (6. Korps, HQ: Taoyuan), Armee Mitte (10. Korps, HQ: Taichung) und Armee-Süd (8. Korps, HQ: Chisan).

## Aufgabe
Die Hauptaufgabe des Heeres der Republik China ist, das Territorium der Republik China zu verteidigen und die Integrität seiner Souveränität zu gewährleisten. In Friedenszeiten ist die Verteidigung kritischer Gebiete von strategischer Bedeutung auf Taiwan und seinen vorgelagerten Inseln sowie ständiges Training zwischen allen Waffengattungen sowie der Marine und Luftwaffe ihre Mission.
Zirka 80 % des Heeres befinden sich auf der Hauptinsel, während der Rest sich auf vorgelagerte Inseln verteilt.

## Geschichte
1925 wurde die Nationalrevolutionäre Armee, abgekürzt NRA, gegründet, die der militärische Arm der Kuomintang war.
Die Nationalrevolutionäre Armee wurde nach dem Rückzug Nationalchinas nach Taiwan Grundlage der Streitkräfte der Republik China. Die Änderung, dass die Armee nach 1947 dem Verteidigungsministerium und damit staatlicher Kontrolle unterstellt wurde, ergab sich aus der 1946 entstandenen Verfassung der Republik China.
Nachdem die NRA vom chinesischen Festland durch die chinesische Volksbefreiungsarmee vertrieben worden war, nahm das Heer 1949, sowie die beiden anderen taiwanischen Waffengattungen Marine und Luftwaffe, an der Schlacht von Kinmen teil, bei der der erste Angriff der chinesischen Volksbefreiungsarmee abgewehrt werden konnte.
1958 erfolgte der zweite massive Angriff der Volksbefreiungsarmee, Kinmen und die Matsu-Inseln einzunehmen. Auch dieser Angriff konnte erfolgreich abgewehrt werden.
Seit dem Widerruf des Kriegsrechts 1988 hat sich die Hauptmission des Heeres auf die Verteidigung Taiwans und seiner vorgelagerten Inseln reduziert – und beinhaltet nicht mehr, die Rückeroberung des chinesischen Festlandes. Im Zuge dieser Strategieänderung hat sich seit den 1990er Jahren die Mannschaftsstärke des Heeres ständig reduziert. Eine Umwandlung zu einer Freiwilligenarmee findet derzeit statt.
Während der Covid-19-Pandemie wurden Einheiten der ABC-Abwehr des taiwanischen Heeres zur Desinfektion von öffentlichen Einrichtungen und Krankenhäusern eingesetzt. Im Januar 2021 wurde die 33-te Abteilung der ABC-Abwehr in die Stadt Taoyuan entsandt, um die Verbreitung einer Covid-19 Ausbruchswelle einzudämmen.
Seit mindestens 2021 wird das taiwanische Heer durch US-Spezialeinheiten ausgebildet. Mit dem Jahr 2022 expandierten die USA die Ausbildungsmission in Taiwan massiv. Dadurch soll das taiwanische Heer befähigt werden, eine amphibische Invasion abzuwehren.

## Organisation

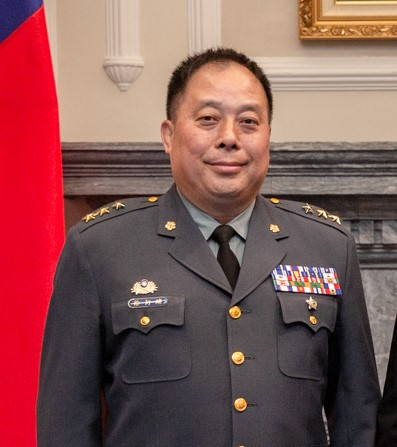
General Hsu Yen-pu, Oberbefehlshaber des Heeres

Den drei Armeen Nord, Süd und Mitte unterstehen sieben Panzerbrigaden, zwei Mechanisierte Infanteriebrigaden, zehn Infanteriebrigaden, drei mobile Divisionen und zwei Flugabwehrgruppen.
Dem Kommando für Luftlande- und Spezialeinsätze unterstehen die 62. Luftlandebrigade, die 71. Luftlandebrigade, die 601. Heeresfliegerbrigade, die 602. Heeresfliegerbrigade, die 603. Heeresfliegerbrigade und vier Gruppen Spezialeinheiten.
Für die Militärpolizei und einzelne Inseln bestehen besondere Kommandanturen. Sieben Leichte Infanteriedivisionen stehen als zusätzliche militärische Reserve zur Verfügung.
Nachfolgend eine Abbildung der Organisation des Heeres, Stand 2016.

## Ausrüstung

### Gepanzerte Fahrzeuge

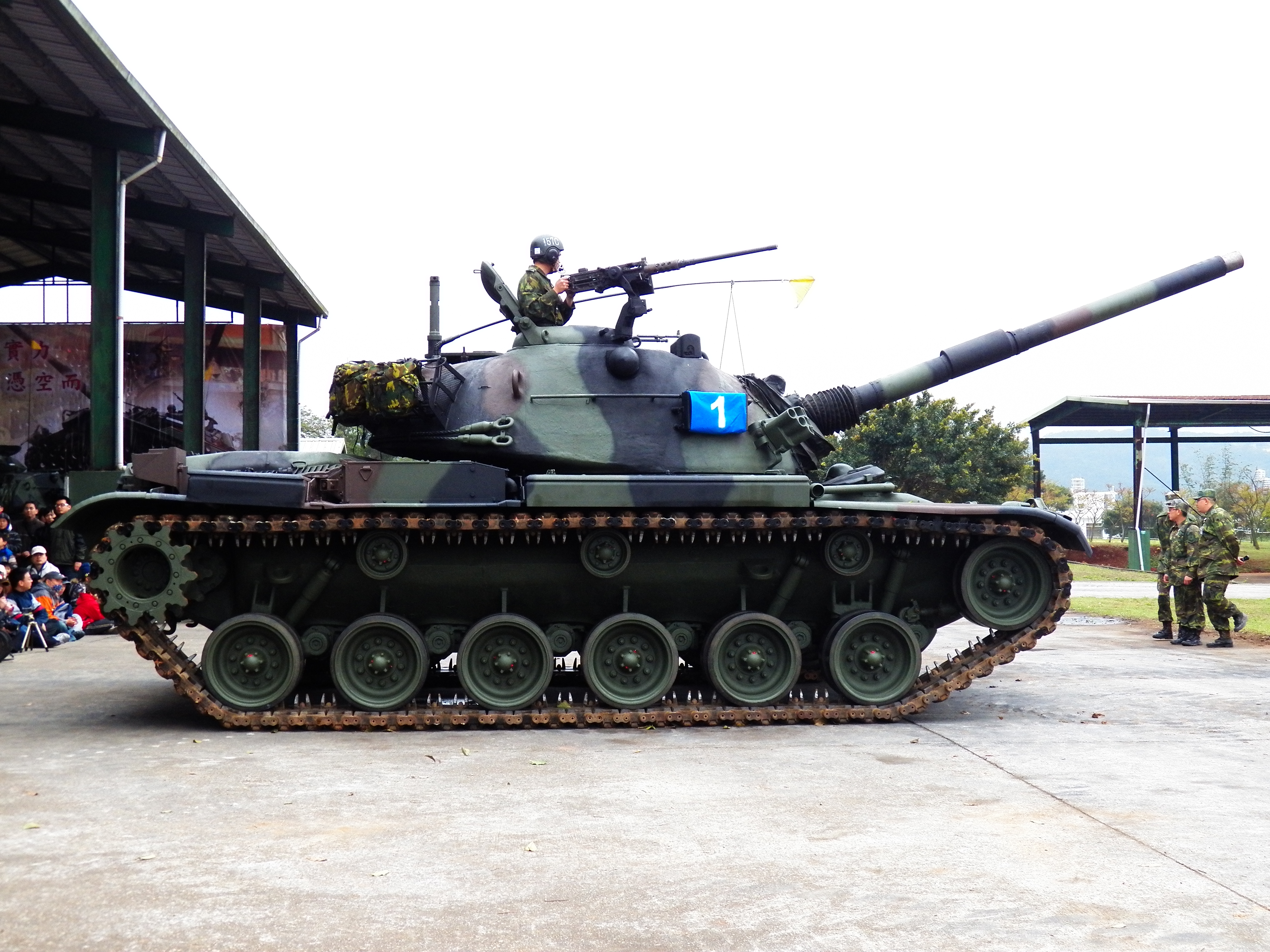
CM-11 Kampfpanzer (taiwanische Version des amerikanischen M60)

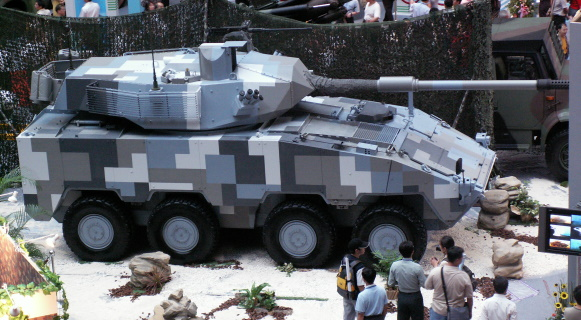
Ein CM-32 Yunpao, bewaffnet mit einer 105-mm-Kanone

- 108 M1A2T Abrams (Zulauf zwischen 2024 und 2026)[7]
- 376 CM-11 (M60A3)
- 100 M48A5
- 450 M48H „Brave Tiger“
- 230 M24 „Chaffee“
- 675 M41/Typ-64
- 225 CM-225 (M113 mit 20-mm-MK oder 30-mm-MK)
- 650 M113
- ca. 1000 CM-21 (tawainesische M113-Variante)
- 300 LAV-150 „Commando“
- ca. 100 CM-32 Yunpao
- 300 V-150S
- ca. 2000 Humvees

### Panzerabwehr und schwere Infanteriewaffen
- 500 Panzerabwehrkanonen 106 mm M40A1
- 1000 Panzerabwehrlenkwaffen BGM-71 TOW 2A/2B (einige auf SfL)
- 60 Panzerabwehrlenkwaffen „Javelin“
- Granatwerfer 81 mm M-29
- Granatwerfer 107 mm
- Panzerabwehrkanone 90 mm M-67
- Panzerabwehrkanone 106 mm Typ-51

### Rohrartillerie

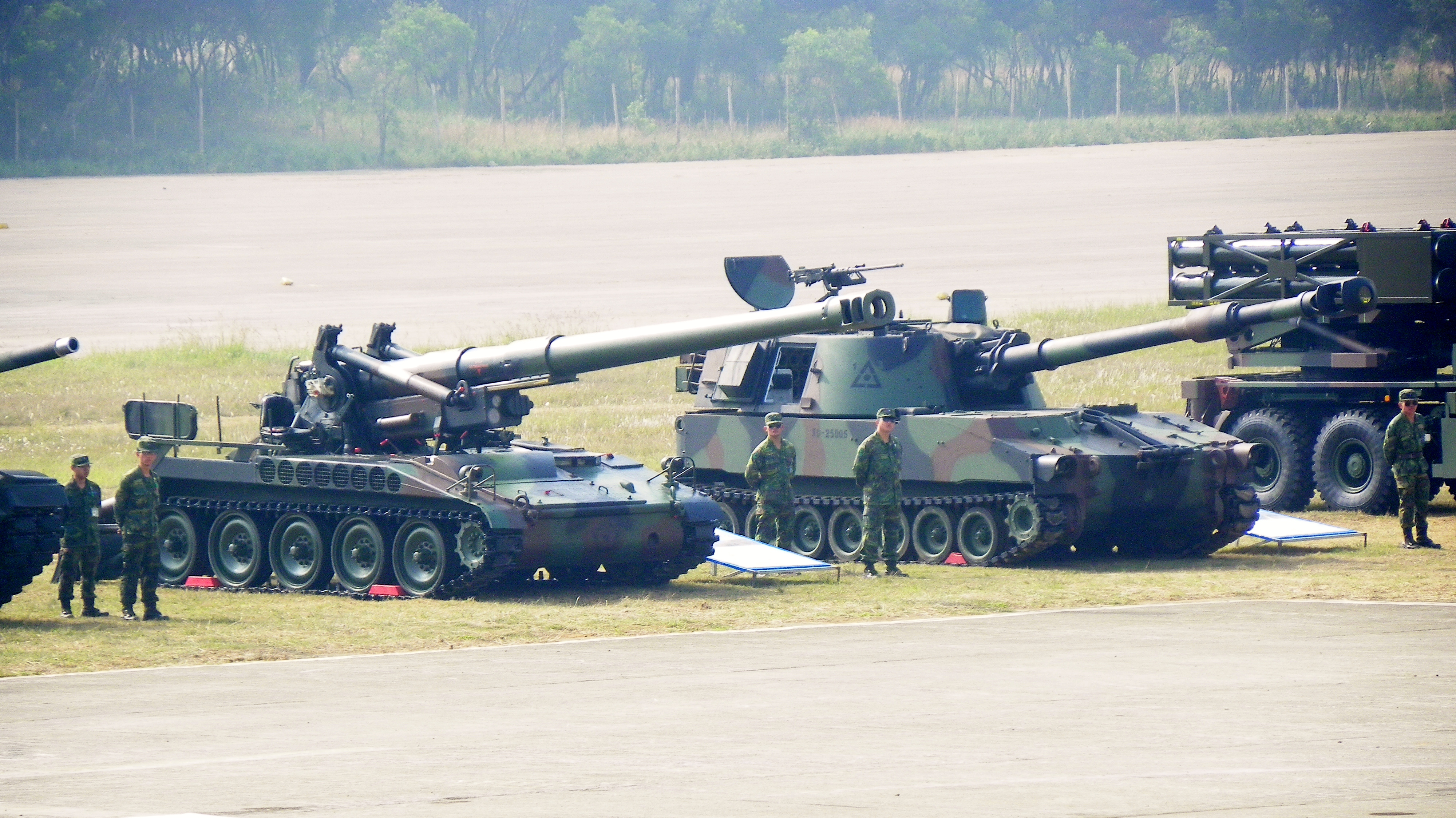
M110 Haubitze und M109 Panzerhaubitze des Heeres

- 650 Artilleriegeschütze 105 mm T-64 (M101)
- unbekannte Anzahl von Artilleriegeschützen 155 mm M-4
- 90 Artilleriegeschütze 155 mm M59
- 250 Artilleriegeschütze 155 mm T-65 (M114)
- 70 Artilleriegeschütze 203 mm M115
- 100 Selbstfahrlafetten 105 mm M108
- 225 Selbstfahrlafetten 155 mm M109A2/A5
- 20 Selbstfahrlafetten 155 mm T-69
- 60 Selbstfahrlafetten 203 mm M110
- 50 ehemalige Schiffsgeschütze 127 mm US Mk.32 Küstenartillerie

### Raketenartillerie
Mehrfachraketenwerfer
- 126 mm „Kung Feng“ III/IV
- 117 mm „Kung Feng“ VI
- 117 mm RT 2000 „Thunder“
- Feldraketenwerfer „Ching Feng“

### Flugabwehr

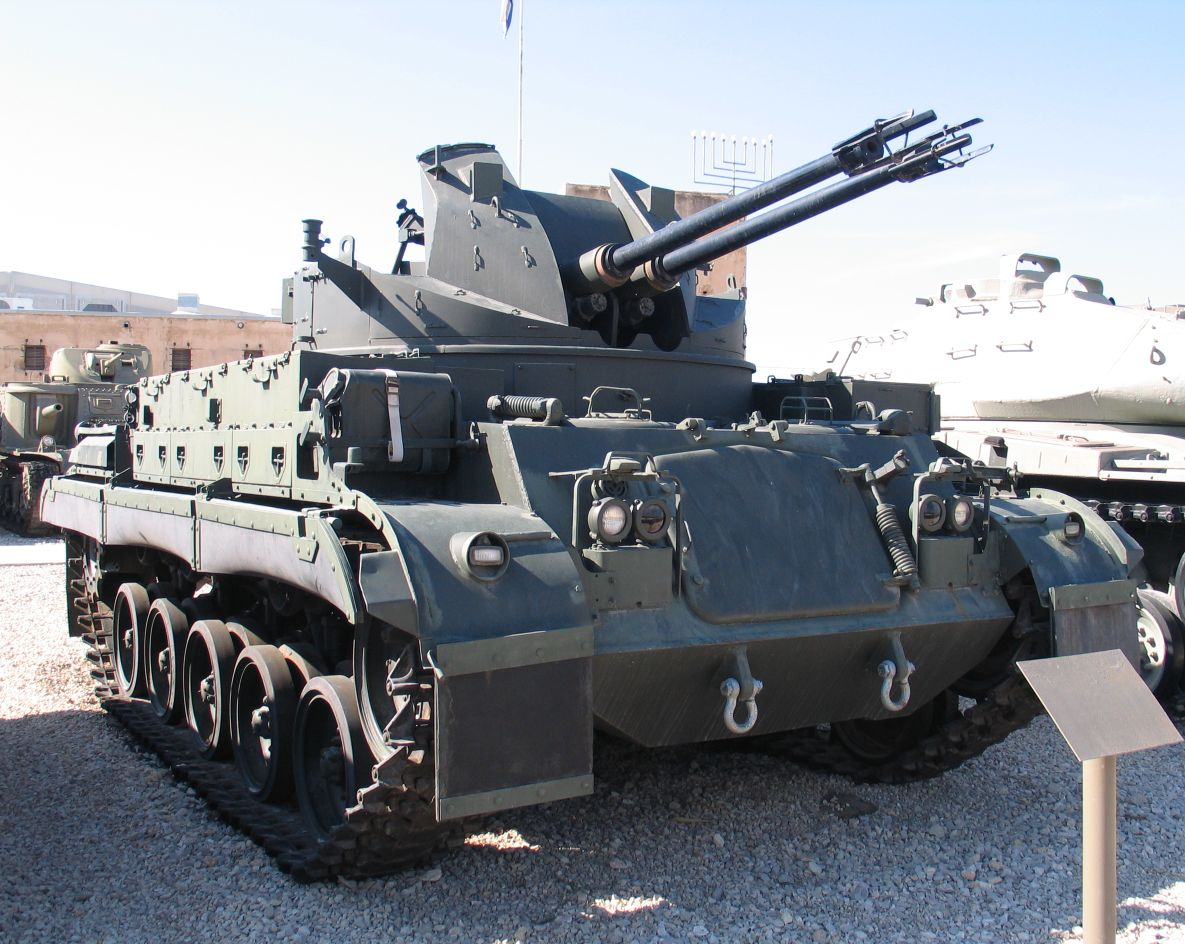
M42-Flugabwehrpanzer

- 400 Flugabwehrpanzer L/70, M42
- 74 FIM-92A „Avenger“ (SfL)
- 2 M-48 „Chaparral“ (SfL)
- 25 MIM-104 PATRIOT
- 6 PATRIOT PAC-3
- 100 MIM-23 I-HAWK
- 465 FIM-92A „Stinger“
- 6 „Tien Kung“ I/II

### Luftfahrzeuge Heeresflieger
Die Heeresflieger der Republik China betreiben 200 Hubschrauber (Stand Ende 2022).
| Luftfahrzeuge            | Bild         | Herkunft           | Verwendung                                  | Version                  | Aktiv        | Bestellt     | Anmerkungen                                                        |
| Hubschrauber             | Hubschrauber | Hubschrauber       | Hubschrauber                                | Hubschrauber             | Hubschrauber | Hubschrauber | Hubschrauber                                                       |
| ------------------------ | ------------ | ------------------ | ------------------------------------------- | ------------------------ | ------------ | ------------ | ------------------------------------------------------------------ |
| Bell AH-1                |              | Vereinigte Staaten | Kampfhubschrauber                           | AH-1W „SuperCobra“       | 62           |              |                                                                    |
| Boeing AH-64             |              | Vereinigte Staaten | Kampfhubschrauber                           | AH-64E „Apache Guardian“ | 29           |              |                                                                    |
| Bell OH-58               |              | Vereinigte Staaten | Leichter Aufklärungs- und Kampfhubschrauber | OH-58D „Kiowa Warrior“   | 37           |              |                                                                    |
| Boeing-Vertol CH-47      |              | Vereinigte Staaten | Mittelschwerer Transporthubschrauber        | CH-47SD „Chinook“        | 8            |              |                                                                    |
| Sikorsky UH-60           |              | Vereinigte Staaten | Transporthubschrauber                       | UH-60M „Black Hawk“ S-70 | 35           |              |                                                                    |
| Bell 206                 | Beispielbild | Vereinigte Staaten | Schulhubschrauber                           |                          | 29           |              |                                                                    |
| Unbemannte Luftfahrzeuge |              |                    |                                             |                          |              |              |                                                                    |
| IAI Mastiff              |              | Israel             | Aufklärungsdrohne                           | Mastiff III              |              |              | [ 2 ]                                                              |
|                          |              | Taiwan             | Aufklärungsdrohne                           |                          | 50           |              | Hubschrauberdrohnen von NCSIST, Bestellung 14 (2022) und 36 (2023) |

### Handwaffen
- Pistolen

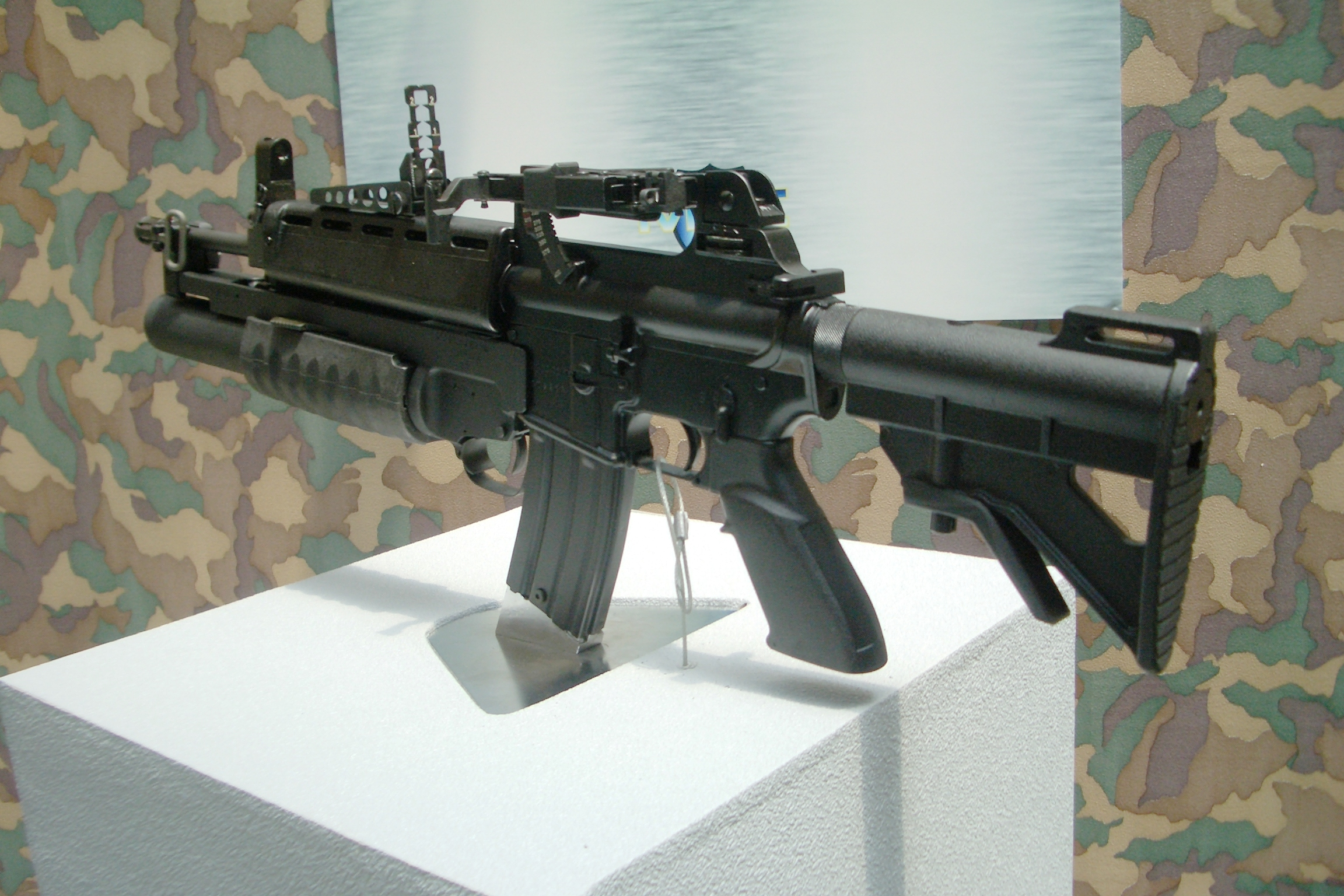
T86-Sturmgewehr

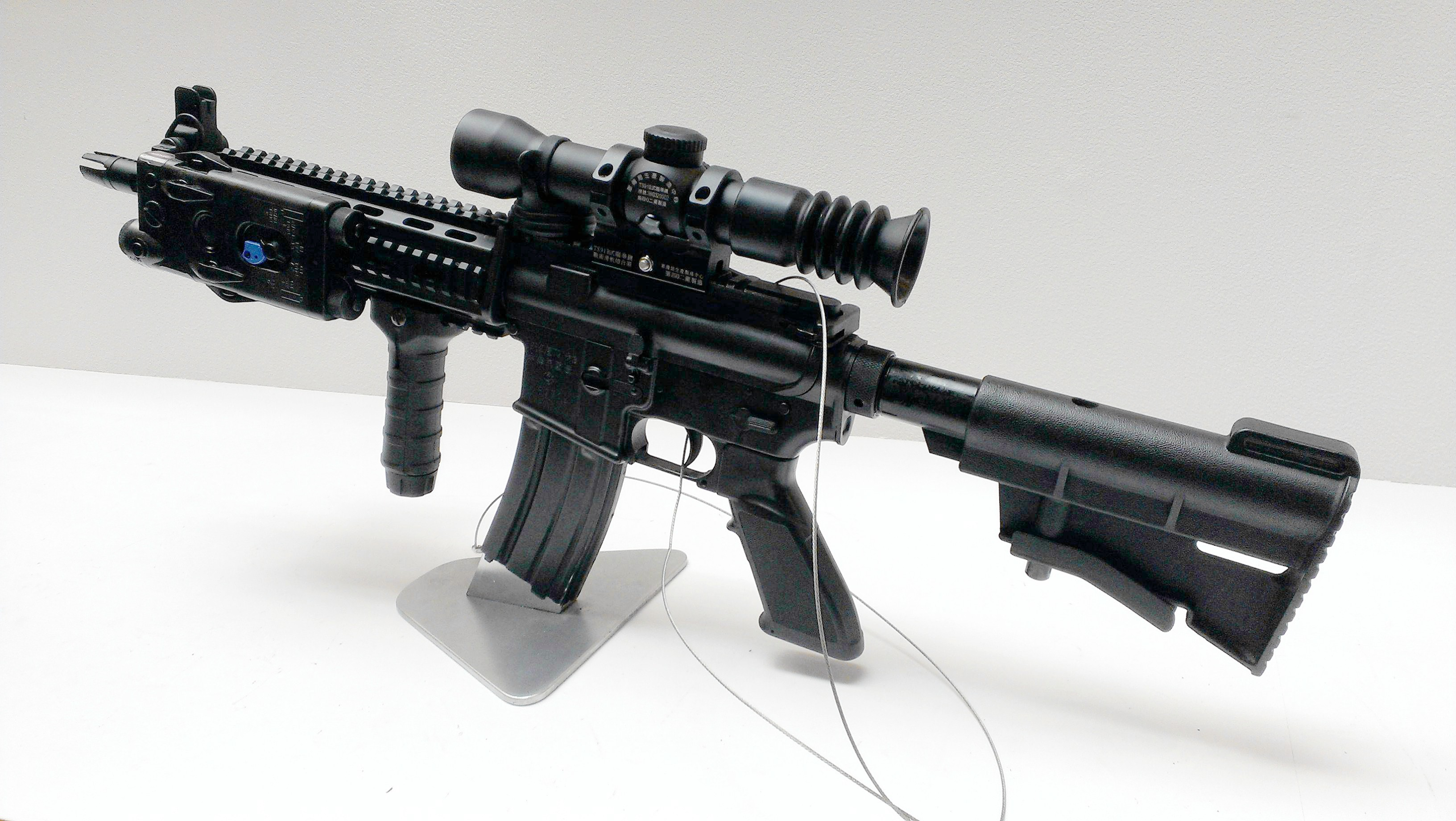
T91-Sturmgewehr

  - T75-Pistole (taiwanisches Modell, das auf der Beretta 92 basiert)
  - Glock 17
  - HK USP
  - T51-Pistole (taiwanisches Modell, das auf dem Colt M1911 basiert)
- Maschinenpistolen
  - Uzi
  - Maschinenpistole Typ 77
  - Calico M960
  - HK MP5
  - FN P90
- Gewehre
  - M1-Karabiner
  - SPAS-12
  - Benelli M4
- Sturmgewehre
  - M16
  - T65-Sturmgewehr
  - T86-Sturmgewehr
  - T91-Sturmgewehr
  - HK G36
  - Steyr AUG
  - Colt M4
- Scharfschützengewehre
  - M24
  - T93-Scharfschützengewehr
  - SIG Sauer SSG 2000
  - DSR-precision DSR 1
  - HK PSG1
  - Barrett M82
- Maschinengewehre
  - FN Minimi
  - FN MAG
  - Browning M2
- Granatwerfer
  - M203
  - Milkor MGL
  - 40-mm-Maschinengranatwerfer Mk 19